# Ventilație artificială

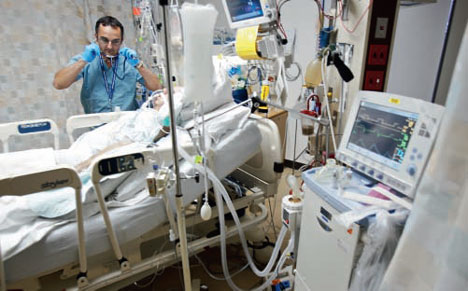
Terapeut respirator care examinează un pacient ventilat mecanic într-o unitate de terapie intensivă.

Ventilația artificială (numită și respirație artificială) este un mijloc de asistare sau stimulare a respirației, un proces metabolic care se referă la schimbul global de gaze în organism prin ventilație pulmonară, respirație externă și respirație internă. Se poate realiza non-invaziv, manual, prin furnizarea de aer unei persoane care nu respiră sau nu face eforturi respiratorii suficiente sau se poate realiza mecanic, ventilație mecanică, prin utilizarea unui ventilator mecanic pentru a muta aerul și în afara plămânilor atunci când un individ nu este capabil să respire singur, de exemplu în timpul operației cu anestezie generală sau când un individ este în comă.

## Tipuri

### Metode manuale
Informații suplimentare: Resuscitarea gură la gură
Ventilația pulmonară (și, prin urmare, părțile externe ale respirației) se realizează prin insuflarea manuală a plămânilor, fie prin suflarea de către salvator în plămânii pacientului (resuscitare gură la gură), fie prin utilizarea unui dispozitiv mecanic în acest scop. Această metodă de insuflare s-a dovedit a fi mai eficientă decât metodele care implică manipularea mecanică a pieptului sau a brațelor pacientului, cum ar fi metoda Silvester.
Resuscitarea gură la gură face parte, de asemenea, din resuscitarea cardiopulmonară (CPR), ceea ce o face o abilitate esențială pentru primul ajutor. În unele situații, respirația gură la gură este efectuată și separat, de exemplu în cazul înecului sau al supradozelor de opiacee. În prezent, în majoritatea protocoalelor, efectuarea respirației gură la gură este limitată la profesioniștii din domeniul sănătății, în timp ce personalul de prim ajutor neprofesionist este sfătuit să efectueze resuscitarea cardio-respiratorie completă în orice caz în care pacientul nu respiră suficient.

### Ventilația mecanică
Articol principal: Ventilația mecanică⁠(d)
Ventilația mecanică este o metodă de asistare mecanică sau de înlocuire a respirației spontane. Aceasta poate implica un aparat numit ventilator sau respirația poate fi asistată de o asistentă medicală, un medic, un asistent medical, un terapeut respirator, un paramedic sau o altă persoană potrivită care comprimă o mască cu valvă de sac sau un set de burdufuri. Ventilația mecanică este denumită "invazivă" dacă implică orice instrument care pătrunde prin gură (cum ar fi un tub endotraheal) sau prin piele (cum ar fi un tub de traheostomie). Există două moduri principale de ventilație mecanică în cadrul celor două diviziuni: ventilația cu presiune pozitivă, în care aerul (sau un alt amestec de gaze) este împins în trahee, și ventilația cu presiune negativă, în care aerul este, în esență, aspirat în plămâni.
Intubația traheală este adesea utilizată pentru ventilația mecanică pe termen scurt. Un tub este introdus prin nas (intubație nasotraheală) sau prin gură (intubație orotraheală) și avansat în trahee. În cele mai multe cazuri se folosesc tuburi cu manșete gonflabile pentru protecție împotriva scurgerilor și aspirației. Se consideră că intubarea cu un tub cu manșetă asigură cea mai bună protecție împotriva aspirației. Tuburile traheale provoacă în mod inevitabil durere și tuse. Prin urmare, cu excepția cazului în care un pacient este inconștient sau anesteziat din alte motive, se administrează de obicei medicamente sedative pentru a asigura toleranța tubului. Alte dezavantaje ale intubației traheale includ deteriorarea mucoasei mucoasei nazofaringelui sau orofaringelui și stenoza subglotică.
În caz de urgență, profesioniștii din domeniul sănătății pot utiliza o cricotirotomie, prin care se introduce o cale respiratorie printr-o deschidere chirurgicală în membrana cricotiroidiană. Acest lucru este similar cu o traheostomie, dar o cricotirotomie este rezervată pentru accesul de urgență. De obicei, aceasta este utilizată doar atunci când există un blocaj complet al faringelui sau când există o leziune maxilo-facială masivă, ceea ce împiedică utilizarea altor adjuvante.

### Neurostimulare
Articol principal: Stimularea diafragmei
Stimularea diafragmei este aplicarea ritmică de impulsuri electrice la nivelul diafragmei. Din punct de vedere istoric, acest lucru a fost realizat prin stimularea electrică a nervului frenic de către un receptor/electrod implantat, deși astăzi există o opțiune alternativă de atașare a firelor percutanate la diafragmă.

## Istoric
Este posibil ca medicul grec Galen să fi fost primul care a descris ventilația artificială: "Dacă iei un animal mort și îi sufli aer prin laringe printr-o trestie, îi vei umple bronhiile și vei vedea cum plămânii săi ajung la cea mai mare distensie." Vesalius descrie și el ventilația prin introducerea unei trestii sau a unui baston în traheea animalelor.
În 1773, medicul englez William Hawes (1736-1808) a început să facă publică puterea ventilației artificiale de a resuscita oameni care, în mod superficial, păreau să se fi înecat. Timp de un an, el a plătit o recompensă din propriul buzunar oricărei persoane care îi aducea un corp salvat din apă într-un timp rezonabil de la scufundare. Thomas Cogan, un alt medic englez, care se interesase de același subiect în timpul unei șederi la Amsterdam, unde a fost înființată în 1767 o societate pentru salvarea vieții în urma accidentelor în apă, s-a alăturat lui Hawes în cruciada sa. În vara anului 1774, Hawes și Cogan au adus fiecare câte cincisprezece prieteni la o întâlnire la Chapter Coffee-house, St Paul's Churchyard, unde au fondat Royal Humane Society ca grup de campanie pentru primul ajutor și resuscitare. Unele metode și echipamente erau similare cu cele folosite astăzi, cum ar fi țevile de lemn folosite în nările victimelor pentru a sufla aer în plămâni. Altele, cum ar fi burdufurile cu un tub flexibil pentru suflarea fumului de tutun prin anus pentru a reînvia viața vestigială din intestinele victimei, au fost întrerupte odată cu o eventuală înțelegere mai aprofundată a respirației.
Lucrările din 1856 ale medicului și fiziologului englez Marshall Hall recomandau să nu se folosească niciun tip de ventilație cu burduf/presiune pozitivă, opinii care s-au menținut timp de câteva decenii. O metodă obișnuită de manipulare manuală externă, introdusă în 1858, a fost "Metoda Silvester", inventată de Dr. Henry Robert Silvester, în care pacientul este așezat pe spate, iar brațele sunt ridicate deasupra capului pentru a ajuta la inspirație și apoi presate pe piept pentru a ajuta la expirație. O altă tehnică manuală, metoda "presiunii în poziție culcată", a fost introdusă de Sir Edward Sharpey Schafer în 1903. Aceasta presupunea așezarea pacientului pe burtă și aplicarea unei presiuni asupra părții inferioare a coastelor. Aceasta a fost metoda standard de respirație artificială predată în manualele de prim ajutor ale Crucii Roșii și altele similare timp de decenii, până când resuscitarea gură la gură a devenit tehnica preferată la mijlocul secolului trecut.
Neajunsurile manipulării manuale i-au determinat pe medicii din anii 1880 să inventeze metode îmbunătățite de ventilație mecanică, inclusiv "metoda Fell" sau "motorul Fell" al doctorului George Edward Fell, care consta într-un burduf și o supapă de respirație pentru a trece aerul printr-o traheotomie, și colaborarea sa cu doctorul Joseph O'Dwyer pentru a inventa aparatul Fell-O'Dwyer, un burduf și instrumente pentru introducerea și extragerea unui tub în traheea pacienților. Astfel de metode erau încă privite ca fiind dăunătoare și nu au fost adoptate timp de mulți ani.
În 2020, aprovizionarea cu ventilație mecanică a devenit o întrebare centrală pentru oficialii din domeniul sănătății publice din cauza penuriei legate de pandemia de coronavirus 2019-2020.

## Legături externe
- e-Medicine, article on mechanical ventilation along with technical information.
- International Ventilator Users Network (IVUN) Arhivat în 5 octombrie 2018, la Wayback Machine., Resource of information for users of home mechanical ventilation.